# Seven Ways
Seven Ways – drugi solowy album Paula van Dyka.

## Lista utworów

### CD 1
| #  | Tytuł                      | Czas |
| -- | -------------------------- | ---- |
| 1  | "Home"                     | 6:54 |
| 2  | "Seven Ways"               | 6:24 |
| 3  | "Heaven"                   | 5:29 |
| 4  | "I Like It"                | 5:42 |
| 5  | "Come (And Get It)"        | 6:20 |
| 6  | "Forbidden Fruit"          | 6:58 |
| 7  | "Beautiful Place"          | 7:01 |
| 8  | "People"                   | 4:22 |
| 9  | "The Greatness of Britain" | 8:38 |
| 10 | "A Magical Moment"         | 6:01 |
| 11 | "I Can't Feel It"          | 8:00 |
| 12 | "Words"                    | 9:39 |

### CD 2
| #  | Tytuł                                             | Czas  |
| -- | ------------------------------------------------- | ----- |
| 1  | "Seven Ways (Star Ways)"                          | 5:54  |
| 2  | "Today (Trance Ambient Mix)"                      | 5:36  |
| 3  | "Words (For Love)"                                | 7:00  |
| 4  | "Beautiful Place (Paradise Mix)"                  | 7:15  |
| 5  | "Forbidden Future"                                | 9:19  |
| 6  | "Words (Mana Mix)"                                | 6:21  |
| 7  | "Words (Curved Headcase Mix)"                     | 5:00  |
| 8  | "Sundae 6 A.M."                                   | 10:54 |
| 9  | "Beautiful Place (Just Beautiful)"                | 7:00  |
| 10 | "Forbidden Fruit (BT's i PvD's Food Of Love Mix)" | 9:41  |